# Exercici Alcora
Exercici Alcora (portuguès Exercício Alcora, afrikaans Alcora Oefening) o simplement Alcora era una aliança militar secreta entre Sud-àfrica, l'Portugal i Rhodesia, formalment en vigor entre 1970 i 1974. El nom en codi "Alcora" era l'acrònim portuguès d'"Aliança Contra as Rebeliões em Africa".
L'objectiu oficial de l'Exercici Alcora va ser investigar els processos i mitjans mitjançant els quals un esforç tripartit coordinat entre els tres països podria enfrontar l'amenaça recíproca als seus territoris a l'Àfrica Meridional. L'objectiu immediat era enfrontar-se als moviments revolucionaris africans que combatien les guerrilles contra les autoritats portugueses d'Angola i Moçambic, limitar la propagació de l'acció d'aquests moviments a l'Àfrica del Sud-Oest i Rhodèsia i preparar la defensa dels territoris portuguesos, sud-africans i rodessis contra una agressió militar convencional esperada dels governs hostils dels països veïns africans.
Alcora va ser la formalització d'acords informals sobre cooperació militar entre els comandaments militars locals portuguesos, sud-africans i rodessis que s'havien posat en marxa des de mitjan anys seixanta. Alcora es va mantenir en secret i es va referir com un exercici (no una aliança o tractat), principalment a causa de la pressió del Govern portuguès, que temia que les qüestions polítiques externes i internes es plantegessin si semblava associada amb el règim de l'apartheid de Sud-àfrica i la minoria a Rhodèsia, en contradicció amb la doctrina oficial portuguesa de l'existència d'igualtat racial a Angola i Moçambic.
Sota Alcora, Sud-àfrica, Portugal i Rhodèsia van cooperar a la Guerra de la Independència d'Angola, a la Guerra d'independència de Moçambic, a la Guerra de la frontera de Sud-àfrica i a la Guerra Civil de Rhodèsia.
L'aliança Alcora es va esfondrar a causa de la revolució dels clavells del 25 d'abril de 1974 i la posterior independència d'Angola i Moçambic.